# متروی ایروان
متروی ایروان (ارمنی: Երեւանի մետրոպոլիտեն، Yerevani metropoliten; از دسامبر ۱۹۹۹، Կարեն Դեմիրճյանի անվան Երեւանի մետրոպոլիտեն (Karen Demirchyani anvan Yerevani metropoliten), متروی کارن دمیرچیان ایروان) سیستم قطارشهری ایروان پایتخت ارمنستان می‌باشد. این سیستم در سال ۱۹۸۱ راه‌اندازی شد و به مانند بیشتر متروی شوروی سابق عمق زیادی (۲۰–۷۰ متر زیرزمین) دارد پیچیده با نقوش ملی تزئین شده است

## تاریخچه

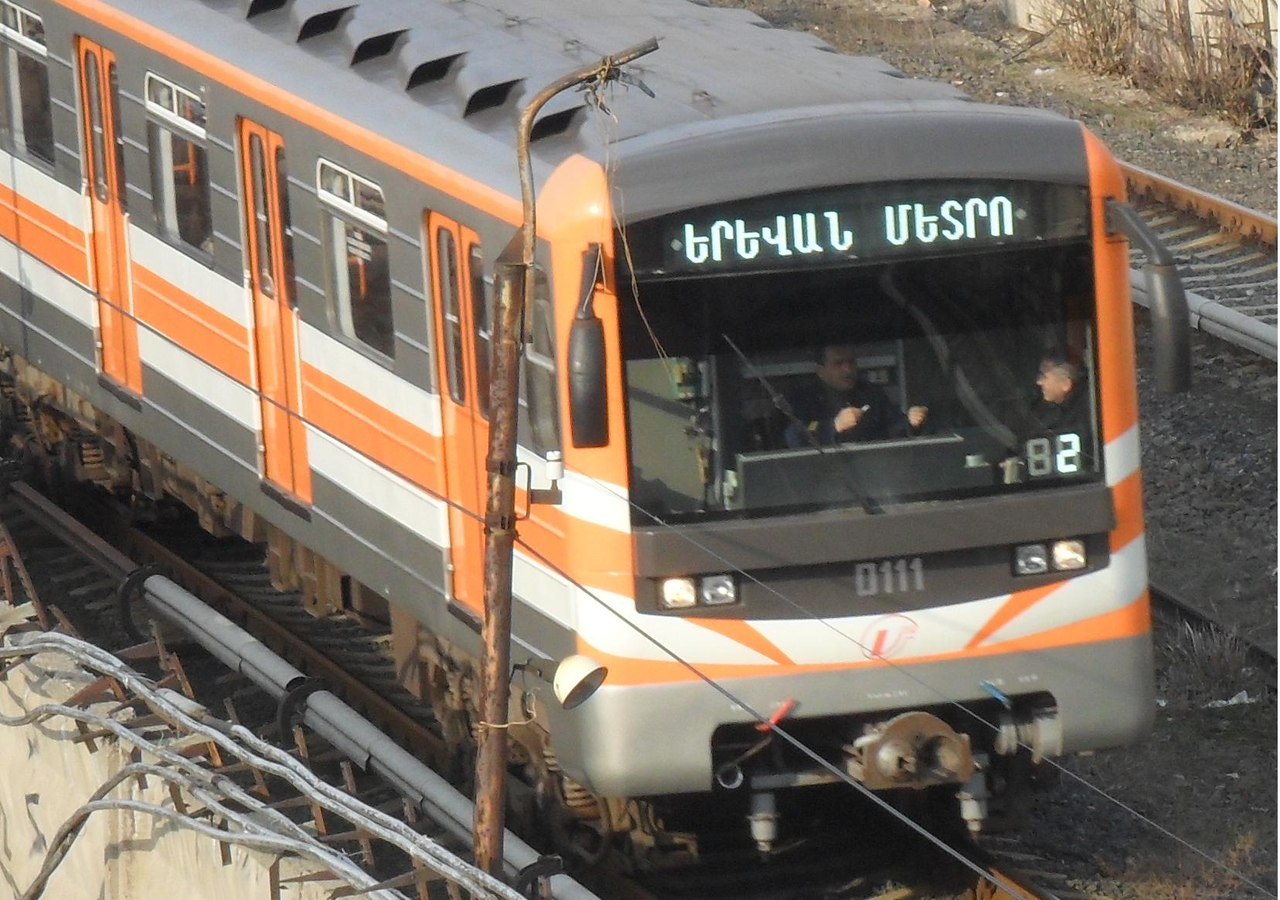
Yerevan Metro operated carriage

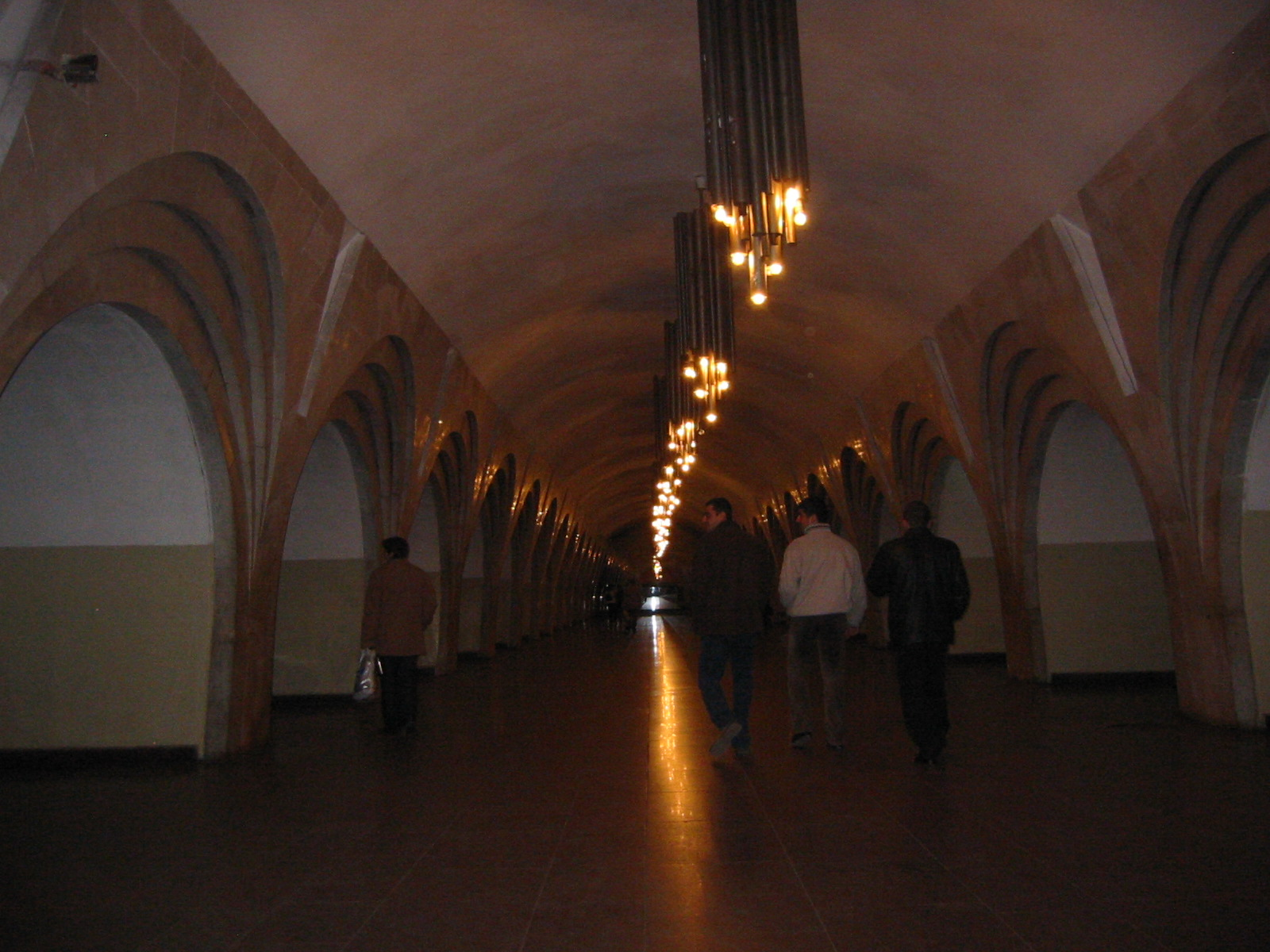
داخل ایستگاه متروی میدان جمهوری

در اواخر دهه ۱۹۶۰، اولین برنامه برای ایجاد سیستم قطار شهری در زمان آنتون کوچینیان شروع به شکل‌گیری نمود.
با پایان سال ۱۹۷۸ بیش از ۴ کیلومتر (۲.۵ مایل) از تونل‌ها حفر گردید.
در ۷ مارس ۱۹۸۱ سیستم فاتحانه گشایش یافت. با چهار ایستگاه نخست به طول ۷٫۶ کیلومتر هشتمین سیستم متروی اتحاد شوروی شد و پس از آن سیستم با ۱۰ ایستگاه به طول ۱۳٫۴ کیلومتر گسترش یافت.
مهندسی کار به حدی بالا بود که زمین‌لرزه ۷ دسامبر ۱۹۸۸ هم نتوانست خسارتی به مترو وارد کند.
در ۲۸ اکتبر ۱۹۹۹، دو ماه پس از حمله تروریسی به پارلمان ارمنستان و کشته شدن کارن دمیرچیان، مترو ایروان به نام وی نامگذاری شد. وی فردی بود که مسئولیت تغییر وضعیت سیستم تراموا سریع‌السیر به سیستم مترو ایروان را برعهده داشت.

### جدول زمانی

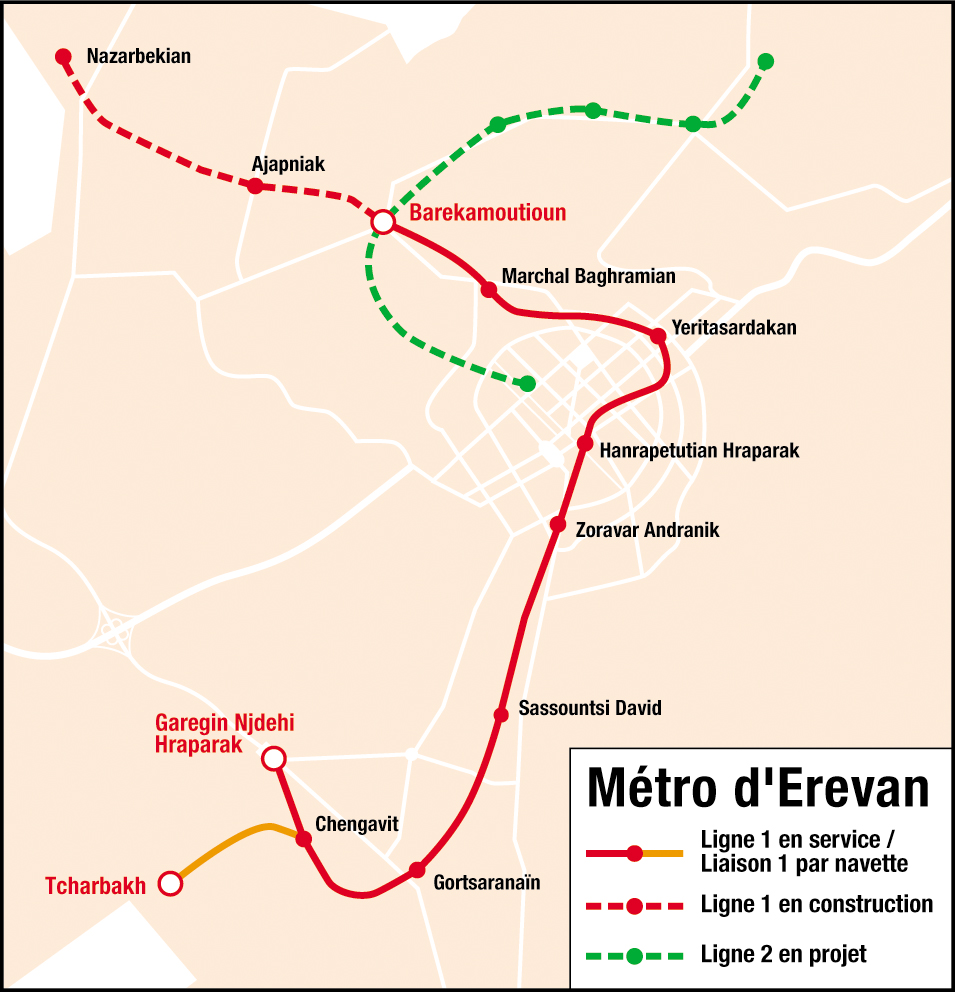

| خط | بخش                        | تاریخ گشایش    |
| -- | -------------------------- | -------------- |
| ۱  | بارکاموتیون–داوید ساسونی   | ۸ مارس ۱۹۸۱    |
| ۱  | داوید ساسونی–گورتسارانائین | ۱۱ ژوئیه ۱۹۸۳  |
| ۱  | گورتسارانائین–شنگاویت      | ۲۶ دسامبر ۱۹۸۵ |
| ۱  | شنگاویت–میدان گارگین نژده  | ۴ ژانویه ۱۹۸۷  |
| ۱  | شنگاویت–چارباخ             | ۲۶ دسامبر ۱۹۹۶ |

### تغییرات اسامی
| ایستگاه           | نام (های) پیشین   | سال‌ها     |
| ----------------- | ----------------- | --------- |
| مارشال باقرامیان  | سارالاندجی        | ۱۹۸۱–۱۹۸۲ |
| میدان جمهوری      | میدان لنین        | ۱۹۸۱–۱۹۹۲ |
| میدان گارگین نژده | میدان اسپانداریان | ۱۹۸۷–۱۹۹۲ |
| ژنرال آندرانیک    | هوکتمبریان        | ۱۹۸۹–۱۹۹۰ |

## نگارخانه

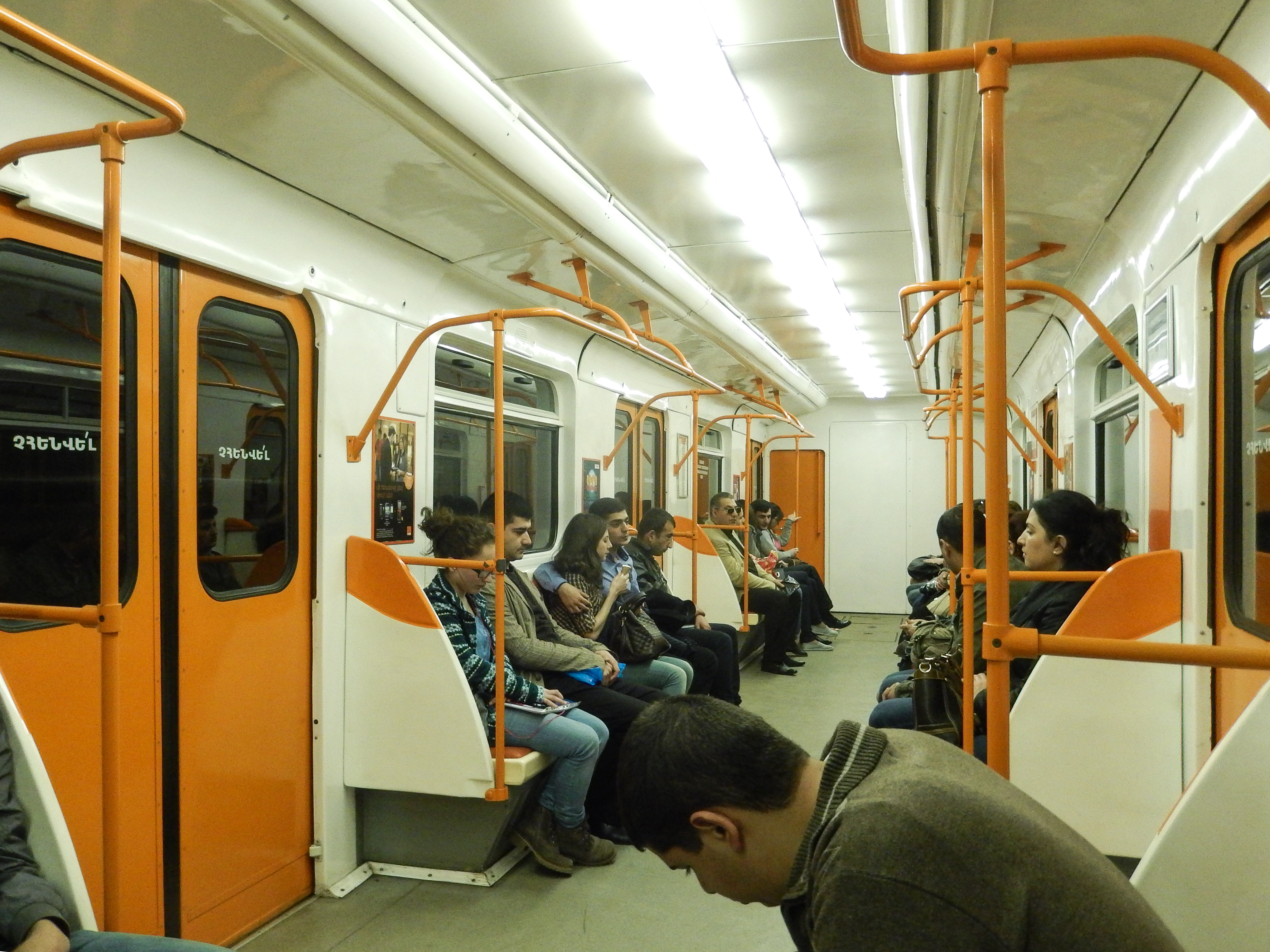
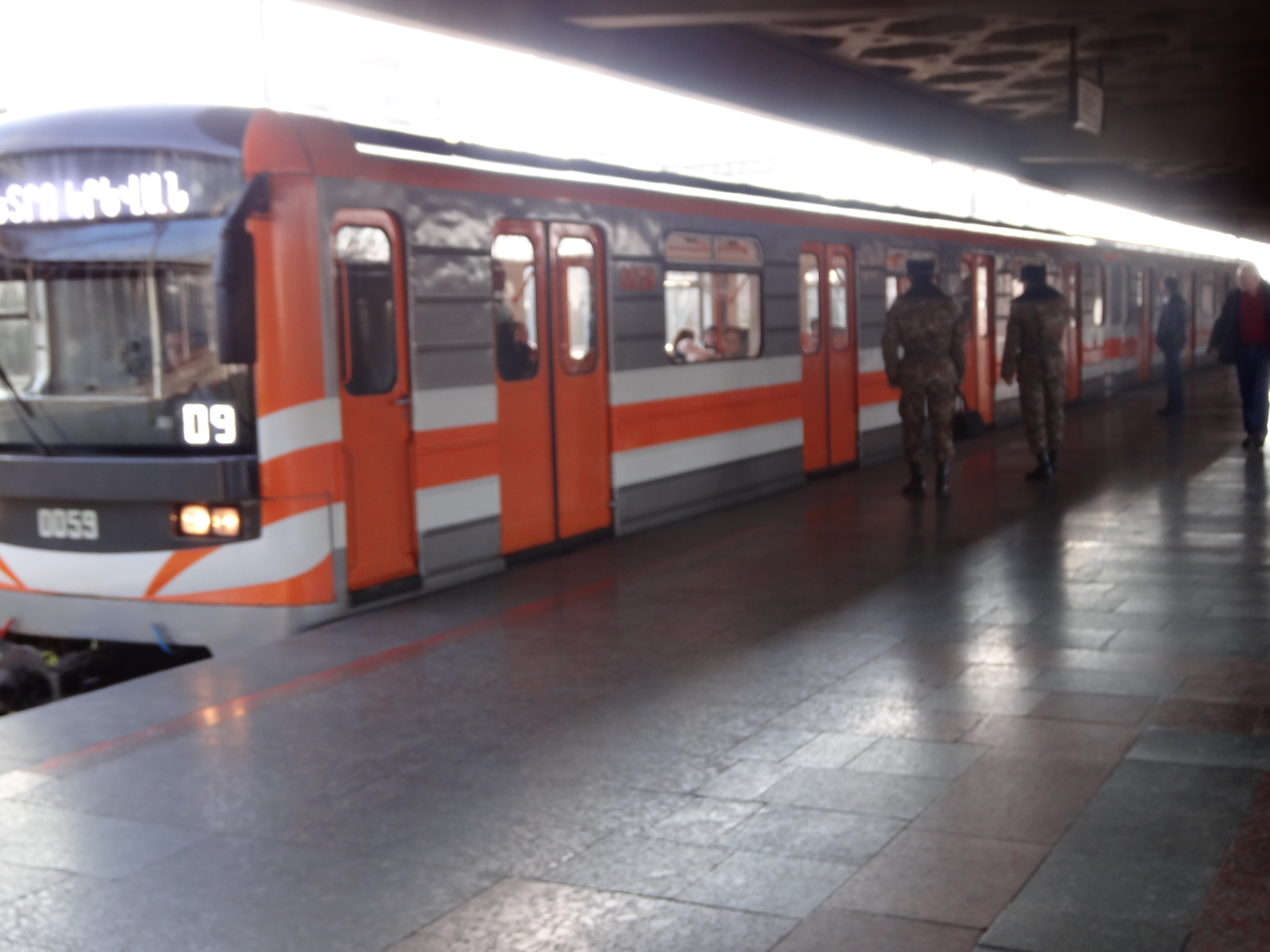
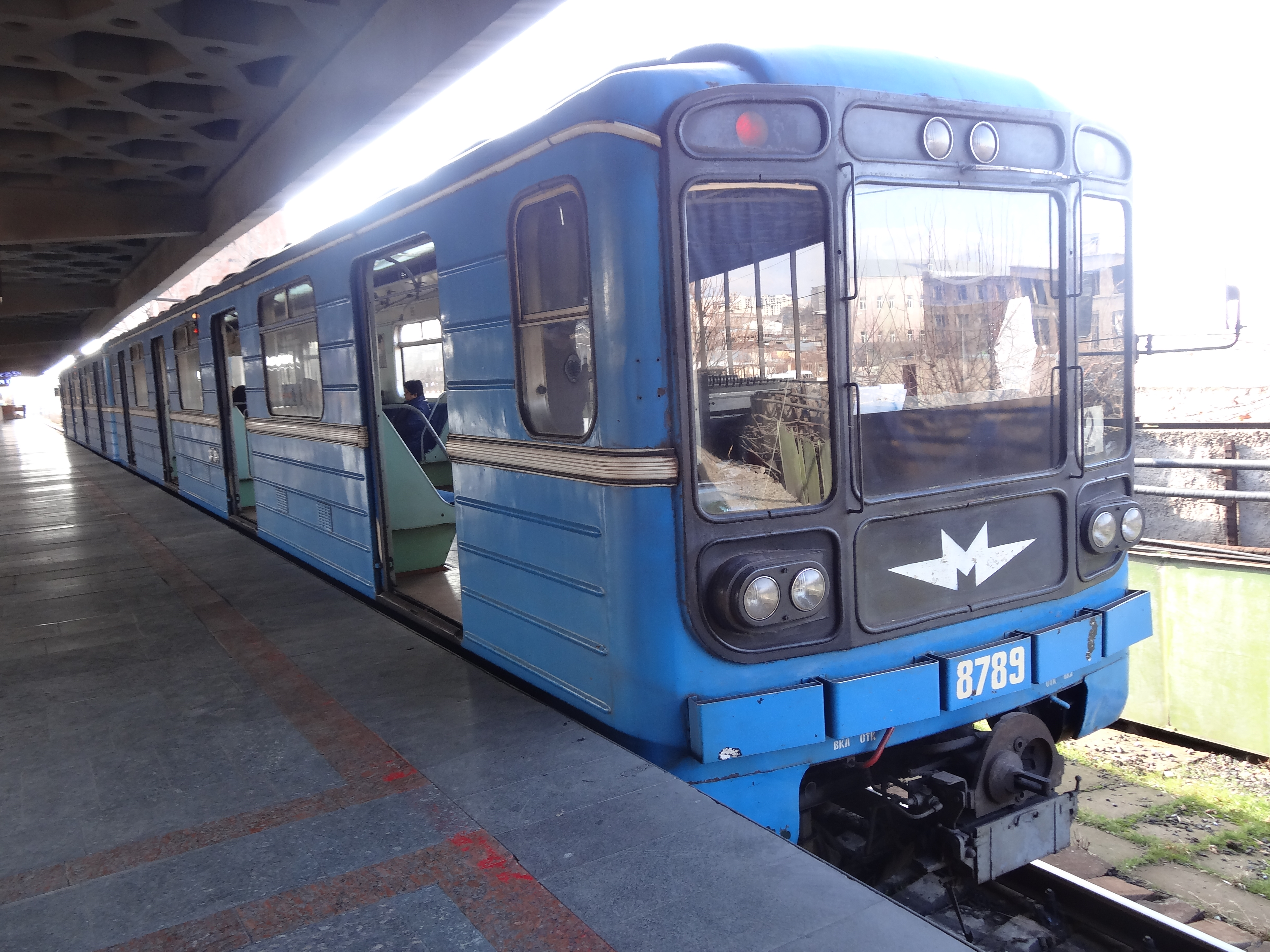
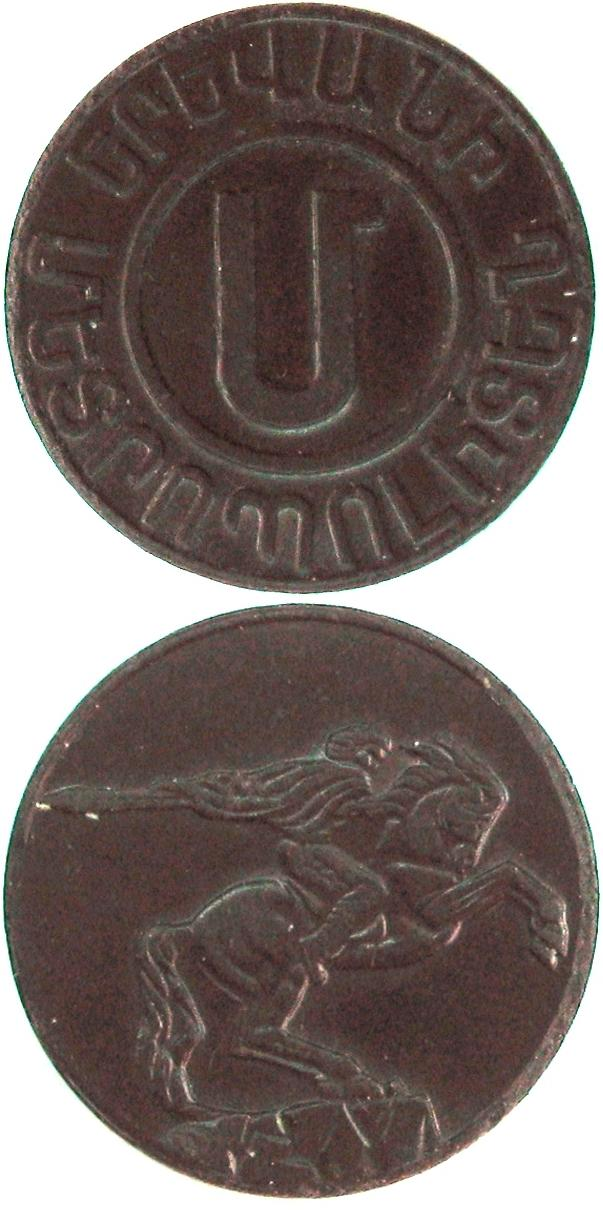
توکن متروی ایروان
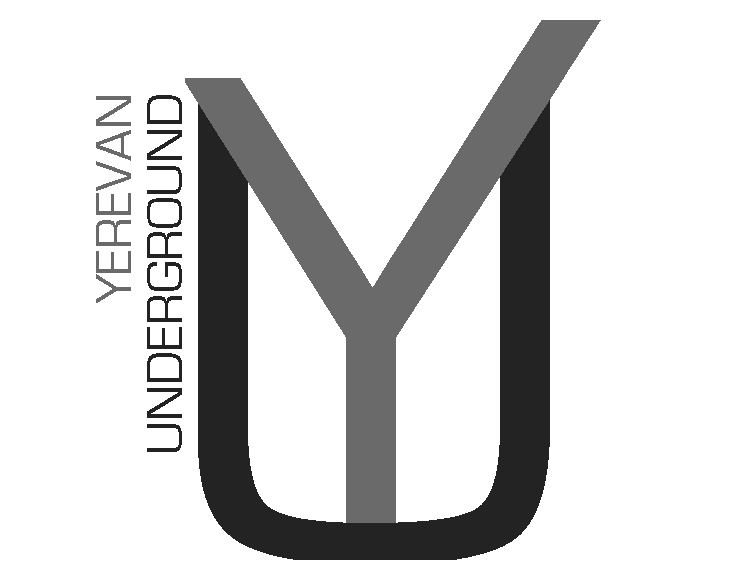
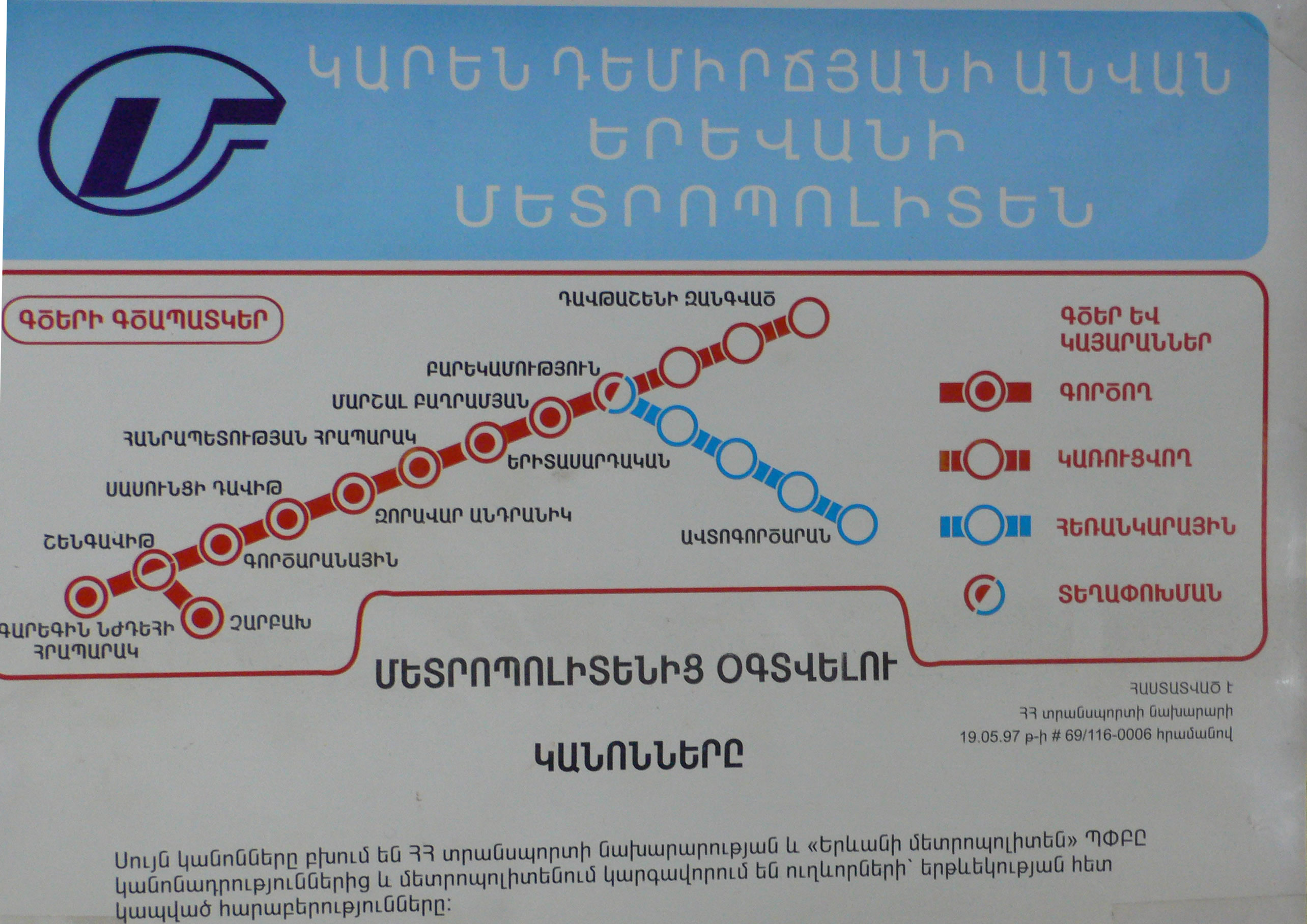
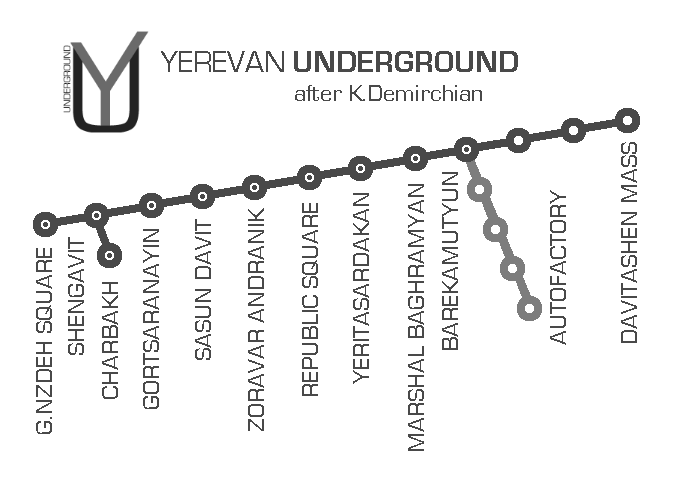
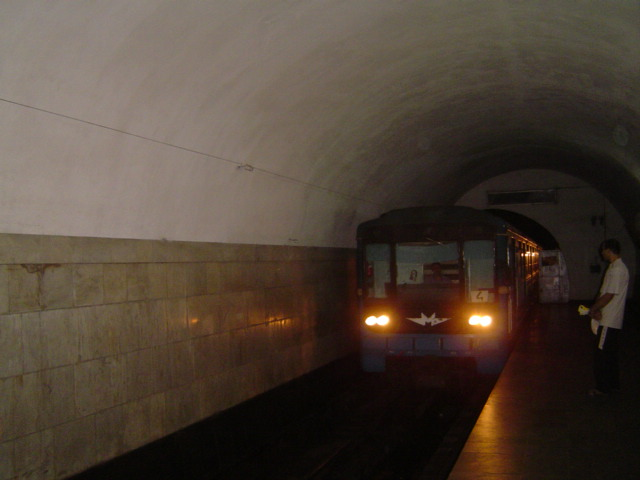